# Resazurină
Resazurina (7-hidroxi-3H-fenoxazin-3-onă 10-oxid) este un compus organic, fiind un colorant fenoxazinic slab fluorescent, netoxic, permeabil la nivel celular și sensibil la procese redox. Resazurina are o culoare albastră spre violet (la pH > 6,5) și este utilizată în testele microbiologice, celulare și enzimatice, deoarece poate fi redusă ireversibil redox la resorufină (7-hidroxi-3H-fenoxazin-3-onă) de culoare roz și foarte fluorescentă. La un pH apropiat de neutru, resorufina poate fi detectată prin observarea vizuală a culorii sale roz sau prin metode fluorimetrice, având un maxim de excitație la 530-570 nm și un maxim de emisie la 580-590 nm.

Reducerea resazurinei la resorufină și reducerea reversibilă a resorufinei la dihidroresorufină.